# Ania, nie Anna
Ania, nie Anna (ang. Anne lub Anne with an E) – kanadyjski serial obyczajowy dla młodych widzów, inspirowany powieścią Lucy Maud Montgomery Ania z Zielonego Wzgórza.

## Fabuła
Niezamężne rodzeństwo Cuthbertów, Marilla (Geraldine James) i Matthew (R.H. Thomson), zamieszkujące Zielone Wzgórze, pragnie adoptować chłopca z sierocińca, aby pomagał im w prowadzeniu gospodarstwa. Kiedy omyłkowo zostaje przysłana do nich rudowłosa trzynastoletnia Anne Shirley (Amybeth McNulty), początkowo decydują się ją odesłać. Cuthbertowie przejęci historią dziewczynki, postanawiają jednak ją przygarnąć. Bezpośredniość i temperament głównej bohaterki często sprowadzają na nią kłopoty, ale też dzięki nim zyskuje prawdziwych przyjaciół oraz chłopaka ubiegającego się o jej względy.
W filmie poruszana są też różnorodne ponadczasowe tematy społeczne – problem segregacji rasowej, dyskryminacji kobiet, wolności słowa czy tolerancji inności (w tym homoseksualizmu).

## Przegląd sezonów
| Seria | Seria | Odcinki | Premierowa emisja CBC Kanada | Premierowa emisja CBC Kanada | Data premiery Netflix |
| Seria | Seria | Odcinki | Premiera                     | Finał                        | Data premiery Netflix |
| ----- | ----- | ------- | ---------------------------- | ---------------------------- | --------------------- |
|       | 1     | 7       | 19 marca 2017                | 30 kwietnia 2017             | 12 maja 2017          |
|       | 2     | 10      | 23 września 2018             | 18 listopada 2018            | 6 lipca 2018          |
|       | 3     | 10      | 22 września 2019             | 24 listopada 2019            | 3 stycznia 2020       |

## Lista odcinków

### Sezon 1 (2017)
| Nr | # | Tytuł                                | Tytuł polski                                   | Reżyseria         | Scenariusz           | Premiera telewizyjna (CBC Kanada) | Premiera internetowa (Netflix) |
| -- | - | ------------------------------------ | ---------------------------------------------- | ----------------- | -------------------- | --------------------------------- | ------------------------------ |
| 1  | 1 | Your Will Shall Decide Your Destiny  | Niech twoja wola decyduje o twoim losie        | Niki Caro         | Moira Walley-Beckett | 19 marca 2017                     | 12 maja 2017                   |
| 2  | 2 | I Am No Bird, and No Net Ensnares Me | Nie jestem ptakiem i żadna sieć mnie nie więzi | Helen Shaver      | Moira Walley-Beckett | 26 marca 2017                     | 12 maja 2017                   |
| 3  | 3 | But What Is So Headstrong as Youth?  | Cóż jest bardziej uparte od młodości?          | Sandra Goldbacher | Moira Walley-Beckett | 2 kwietnia 2017                   | 12 maja 2017                   |
| 4  | 4 | An Inward Treasure is Born           | Skarb w głębi duszy                            | David Evans       | Moira Walley-Beckett | 9 kwietnia 2017                   | 12 maja 2017                   |
| 5  | 5 | Tightly Knotted to a Similar String  | Nierozerwalny węzeł przyjaźni                  | Patricia Rozema   | Moira Walley-Beckett | 16 kwietnia 2017                  | 12 maja 2017                   |
| 6  | 6 | Remorse Is the Poison of Life        | Wyrzuty sumienia to trucizna życia             | Paul Fox          | Moira Walley-Beckett | 23 kwietnia 2017                  | 12 maja 2017                   |
| 7  | 7 | Wherever You Are Is My Home          | Gdziekolwiek jesteś, tam jest mój dom          | Amanda Tapping    | Moira Walley-Beckett | 30 kwietnia 2017                  | 12 maja 2017                   |

### Sezon 2 (2017)
| Nr | #  | Tytuł                                                                  | Tytuł polski                                                                 | Reżyseria      | Scenariusz           | Premiera telewizyjna (CBC Kanada) | Premiera internetowa (Netflix) |
| -- | -- | ---------------------------------------------------------------------- | ---------------------------------------------------------------------------- | -------------- | -------------------- | --------------------------------- | ------------------------------ |
| 8  | 1  | Youth is the Season of Hope                                            | Młodość to czas nadziei                                                      | Helen Shaver   | Moira Walley-Beckett | 23 września 2018                  | 6 lipca 2018                   |
| 9  | 2  | Signs are Small Measurable Things, but Interpretations are Illimitable | Znaki to rzeczy drobne i wymierne, ale interpretacje znaków nie znają granic | Paul Fox       | Shernold Edwards     | 30 września 2018                  | 6 lipca 2018                   |
| 10 | 3  | The True Seeing is Within                                              | Prawdziwe postrzeganie jest z wnętrza                                        | Ken Girotti    | Kathryn Borel, Jr.   | 7 października 2018               | 6 lipca 2018                   |
| 11 | 4  | The Painful Eagerness of Unfed Hope                                    | Bolesne istnienie złagodniałej nadziei                                       | Anne Wheeler   | Jane Maggs           | 14 października 2018              | 6 lipca 2018                   |
| 12 | 5  | The Determining Acts of Her Life                                       | Decydujące w jej życiu postępki                                              | Norma Bailey   | Amanda Fahey         | 21 października 2018              | 6 lipca 2018                   |
| 13 | 6  | I Protest Against Any Absolute Conclusion                              | Protestuję przeciw wszelkim arbitralnym wnioskom                             | Ken Girotii    | Naledi Jackson       | 28 października 2018              | 6 lipca 2018                   |
| 14 | 7  | Memory Has as Many Moods as The Temper                                 | Pamięć podlega nastrojom w równym stopniu jak temperament                    | Anne Wheeler   | Jane Maggs           | 4 listopada 2018                  | 6 lipca 2018                   |
| 15 | 8  | Struggling Against the Perception of Facts                             | Odmawiać dostrzegania faktów                                                 | Amanda Tapping | Shernold Edwards     | 11 listopada 2018                 | 6 lipca 2018                   |
| 16 | 9  | What We Have Been Makes Us What We Are                                 | Bo dzisiaj tym jesteśmy, czym byliśmy wczoraj                                | Paul Fox       | Moira Walley-Beckett | 18 listopada 2018                 | 6 lipca 2018                   |
| 17 | 10 | The Growing Good of the World                                          | Rosnące dobro na tym świecie                                                 | Paul Fox       | Moira Walley-Beckett | 18 listopada 2018                 | 6 lipca 2018                   |

### Sezon 3 (2019)
| Nr | #  | Tytuł                                                           | Tytuł polski                                     | Reżyseria      | Scenariusz                    | Premiera telewizyjna (CBC Kanada) | Premiera internetowa (Netflix) |
| -- | -- | --------------------------------------------------------------- | ------------------------------------------------ | -------------- | ----------------------------- | --------------------------------- | ------------------------------ |
| 18 | 1  | A Secret Which I Desired to Divine                              | Zagadka, którą pragnęłam rozwikłać               | Anne Wheeler   | Moira Walley-Beckett          | 22 września 2019                  | 3 stycznia 2020                |
| 19 | 2  | There is Something at Work in My Soul Which I Do Not Understand | W mojej duszy dzieje się coś, czego nie rozumiem | Kim Nguyen     | Jane Maggs                    | 29 września 2019                  | 3 stycznia 2020                |
| 20 | 3  | What Can Stop the Determined Heart                              | Cóż może powstrzymać decyzje duszy               | Anne Wheeler   | Shernold Edwards              | 6 października 2019               | 3 stycznia 2020                |
| 21 | 4  | A Hope of Meeting You in Another World                          | Nadzieja na spotkanie w zaświatach               | Norma Bailey   | Tracey Deer                   | 13 października 2019              | 3 stycznia 2020                |
| 22 | 5  | I Am Fearless and Therefore Powerful                            | Nie lękam się niczego i przez to jestem potężna  | Paul Fox       | Naledi Jackson                | 20 października 2019              | 3 stycznia 2020                |
| 23 | 6  | The Summit of My Desires                                        | Największe z mych pragnień                       | Norma Bailey   | Amanda Fahey                  | 27 października 2019              | 3 stycznia 2020                |
| 24 | 7  | A Strong Effort of the Spirit of Good                           | Zapalczywie działając w imię dobra               | Paul Fox       | Kathryn Borel, Jr             | 3 listopada 2019                  | 3 stycznia 2020                |
| 25 | 8  | Great and Sudden Change                                         | Wielka i niespodziewana zmiana                   | Amanda Tapping | Jane Maggs                    | 10 listopada 2019                 | 3 stycznia 2020                |
| 26 | 9  | A Dense and Frightful Darkness                                  | Gęsta i straszliwa ciemność                      | Paul Fox       | Tracey Deer, Shernold Edwards | 17 listopada 2019                 | 3 stycznia 2020                |
| 27 | 10 | The Better Feeling of My Heart                                  | Szlachetniejsze uczucia                          | Paul Fox       | Moira Walley-Beckett          | 24 listopada 2019                 | 3 stycznia 2020                |

## Obsada
- Amybeth McNulty jako Ania Shirley
- Geraldine James jako Maryla Cuthbert
- R.H. Thomson jako Mateusz Cuthbert
- Lucas Jade Zumann jako Gilbert Blythe
- Dalila Bela jako Diana Barry
- Corinne Koslo jako Małgorzata Linde
- Aymeric Jett Montaz jako Jerry Baynard
- Cory Gruter-Andrew jako Cole Mackenzie

## Emisja
Zrealizowany przez Netflix serial miał swoją premierę w kanadyjskiej stacji telewizyjnej CBC w marcu 2017 roku. W maju 2017 odbyła się premiera w Netflix.
W sierpniu 2017 roku została zapowiedziana realizacja sezonu drugiego, rozpoczęta jesienią. Premiera odbyła się latem 6 lipca 2018 roku.

## Odbiór
Serial, będący ekranizacją dość luźno opartą na źródłowej powieści, spotkał się z pozytywnym przyjęciem widzów. Chwalono go przede wszystkim za bardziej dynamiczne i uwspółcześnione tempo i język, przy jednoczesnym zachowaniu sentymentalnego uroku i charakteru pierwowzoru.

## Nagrody

### Amerykańska Gildia Reżyserów Filmowych
2018
- DGA – najlepsze osiągnięcie reżyserskie w programie skierowanym do młodego widza Niki Caro – za odcinek Your Will Shall Decide Your Destiny[8].